# 講述教學法

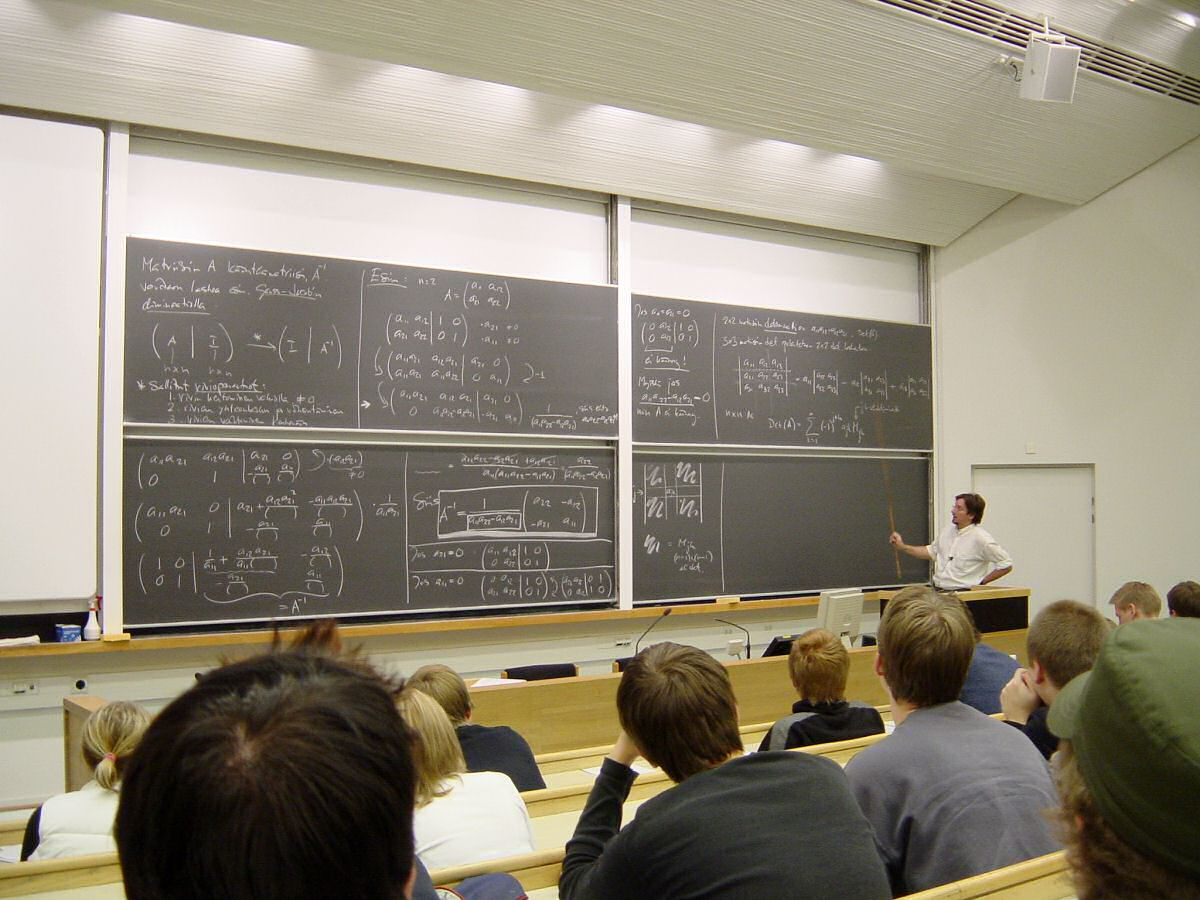
芬蘭阿爾託大學理工學院的一堂線性代數課

講述教學法是一种教学方法，教師透過口述教導或介紹知識給學生，使其對某一主題的知識有所了解。講學的內容可依課程不同而有所差異，學校系統中的講學通常會包含語言、數學、科學、歷史、地理與社會學等基本項目，部份科目在講學外常會有實習課程，例如藝術或資訊科學。授課的講師通常會站在講台上對少則數名、多則數百名學生或聽眾演講。由於講學帶有教育性質，因此除了學校中的教師，政治人物的演說、神職人員的布道，甚至是銷售員的商品展示都可視為是講述教學的另一種形態。
作為教育體系的重要一環，講述教學法是現代各國學校系統中最普遍的教學方式，但也受到批評。批評者認為，講述教學是一種單向的交流，而不涉及聽眾與講師間的雙向溝通，因此缺乏主動學習的效果。然而目前各國高等教育仍普遍採取講述教學法作為教學的方式，因為如果想將知識傳播給最多的學生，講述教學是兼具經濟性與便利性的方法。除了教學以外，講述教學在其它場合中也是重要的環節。例如學術獎項頒發時，得主對自己成就的演講也可視為是講述教學的一種，而在學術會議上，講學也是促進學術交流的重要方式。

## 歷史上的發展

### 中國
中國的私人講學歷史可上溯至先秦。東周時期，周王室衰微，諸侯並起，「天子失官，學在四夷」。教育不再是貴族的專利，私人講學的盛行使平民也有受教育的機會。一般認為春秋時期的孔子首開私人講學的濫觴。孔子為春秋末期的魯國人，曾周遊列國宣揚自己的學說，晚年返魯，以編修史書、講學授業終老。當時除了以孔子為代表的儒家外，還有墨家、道家、法家等「九流十家」，為中國上古教育史的黃金時期。
儒家在強調「以吏為師」的秦朝一度被禁，直到漢朝才再次恢復地位。漢武帝時，政府採用董仲舒的「罷黜百家，獨尊儒術」觀點，大開官學。私學雖然沒有被禁止，但也不若周朝時的興盛。當時的官學（太學）設講經博士，並招收才華出眾的學生入學就讀。由於太學的生員可以和講經博士切磋時政，遂成為東漢朝廷一股極大的政治勢力。但到了魏晉時期，長年戰亂導致官學的沒落，私學也在此時再度興起，「橫經受業之侶，遍於鄉邑；負笈從宦之徒，不遠千里」。當時的私人講學主要以家族式為主，世家也因此而興起。
私學在中國教育史上的另一個黃金時期是宋朝。宋代的重文輕武政策雖造成國力積弱不振，卻也讓文學、藝術與教育的發展達到新的高峰。宋代無論是官學或私學都極為興盛，在官學方面，宋代先後有三次興學運動，完善地方官學體系；在私學上，書院的興起使私人講學之風再度盛行，許多當世著名學者如朱熹、陸九淵等人都曾在書院中講學。書院的發展隨著宋代尚文的風氣日漸擴大，從原本的教學機構轉為學術研究的中心。
然而到了明朝，書院已逐漸褪去私學色彩，轉為官學的另一種形態。而書院講師、學生聚在一起議論時政也引起當權者不安，張居正任首輔時便曾禁毀天下書院，他在〈請申舊章飭學政以振興人才疏〉中表示：
|                                          | 聖賢以經疏垂訓，國家以經術作人，若能體認經書，便是講明學問，何必又別標門戶，聚黨空談。今後各提學官率教官生儒，務將平時所學經書義理，著實講求，躬行實踐，以需他日之用。不許別創書院，群聚徒黨及號召地方游食無行之徒，空談廢業，因而起奔競之門，開請託之路。 |
| ——張居正，〈請申舊章飭學政以振興人才疏〉 | |

書院在明朝的發展因此遭到打壓。但在張居正死後，書院死灰復燃，原本遭到破壞的書院逐一被重建。明末顧憲成甚至在東林書院聚徒講學，其觀點與朝中清流派遙相呼應，種下明朝東林黨爭的開端。

### 歐洲

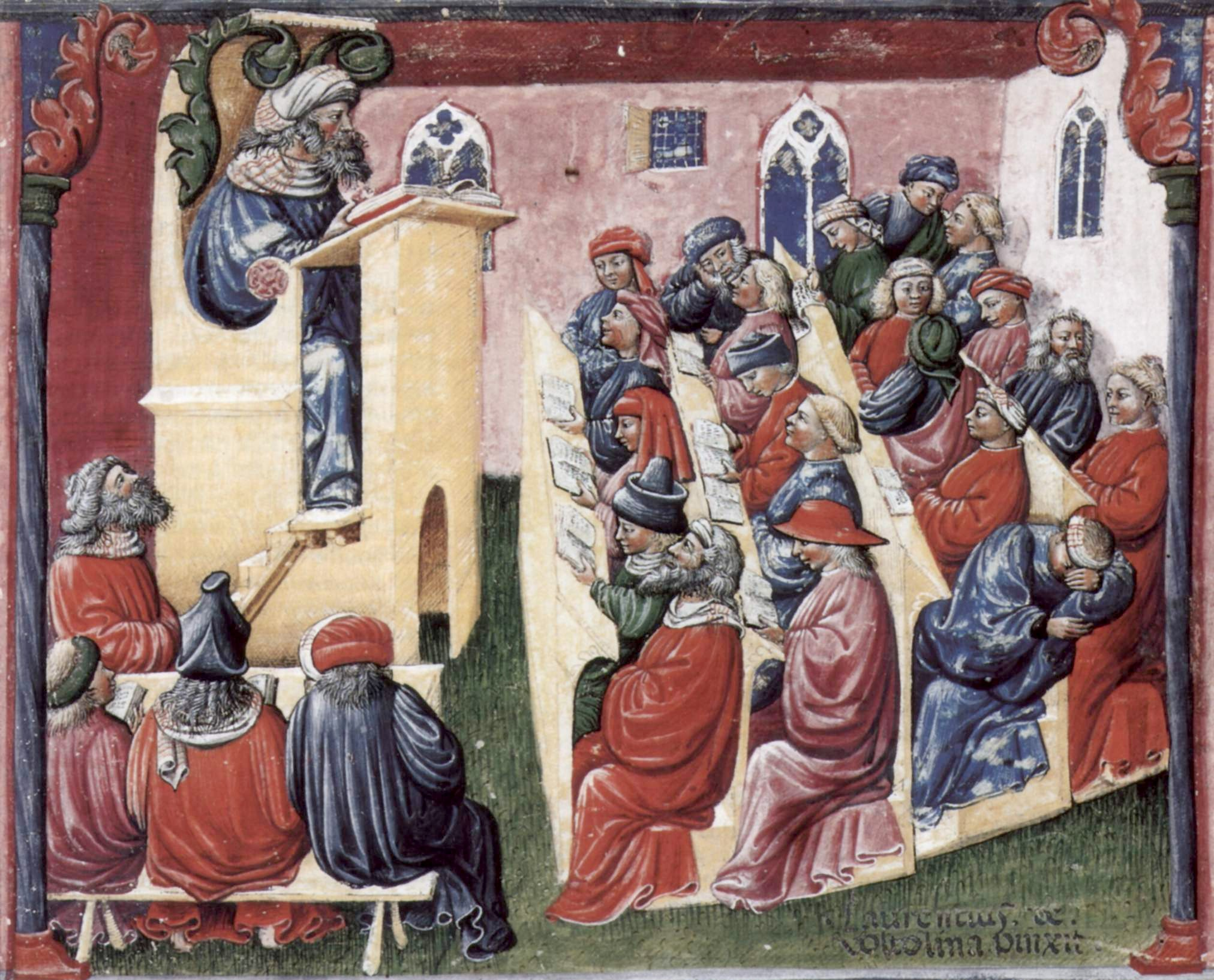
中世紀時學校上課的情景

講學在歐洲的發展可追溯至古希臘時期。除了斯巴達以外，古希臘城邦大多對教育採取公立教育系統與私人講學並行的方式。在私人講學方面，學生們在接受過初等教育後，可以選擇拜入賢士門下深造或繼續到學校上學。柏拉圖就曾在雅典建立雅典學院（Platonic Academy）。他的學院中最著名的學生即為亞里斯多德，後者在離開雅典學院後也建立自己的學校，還因為有邊講課邊漫步於花園的習慣而被後世稱為「逍遙學派」。
雖然古希臘有學校系統，但主要教育活動並不局限於校內，而是在於生活。例如人們可在劇院中欣賞藝術、在天體場感受力與美的展現，或在大街上與人們一起討論人生的哲理。此外由於古希臘社會崇尚男性的陽剛氣質，對少年的傾慕也使少年愛融入教育中，形成一種獨特的教育環境。
私人講學在古羅馬時代也依然盛行，但因為共和國時期已建有制度化的公立學校系統，所以私人講學不若古希臘時代那般盛行。羅馬帝國滅亡後，基督教會遂成為穩定社會的重要力量。教會除了提供信徒禮拜、彌撒，還透過修士的抄寫保存下不少典籍，對文化保存的貢獻的不可說不大。這些典籍與修士學者後來成為學術研究的中心，中世紀歐洲大學的發展也建基於此。大學的發展最初是學生或教師的行會組織，再逐步發展為有組織學術中心。例如歐洲的第一所大學波隆那大學，最初是由學生組成，再招聘教師；而英國的劍橋大學則據信是由牛津大學的學者們所組成，再另外招收學生。當時大學的上課方式和現代十分類似：教師在講台上講解書本裡的內容，學生在台下聆聽與做筆記。這樣的教學方法後來沿襲至今，成為現代教育的主流形態。

## 類型

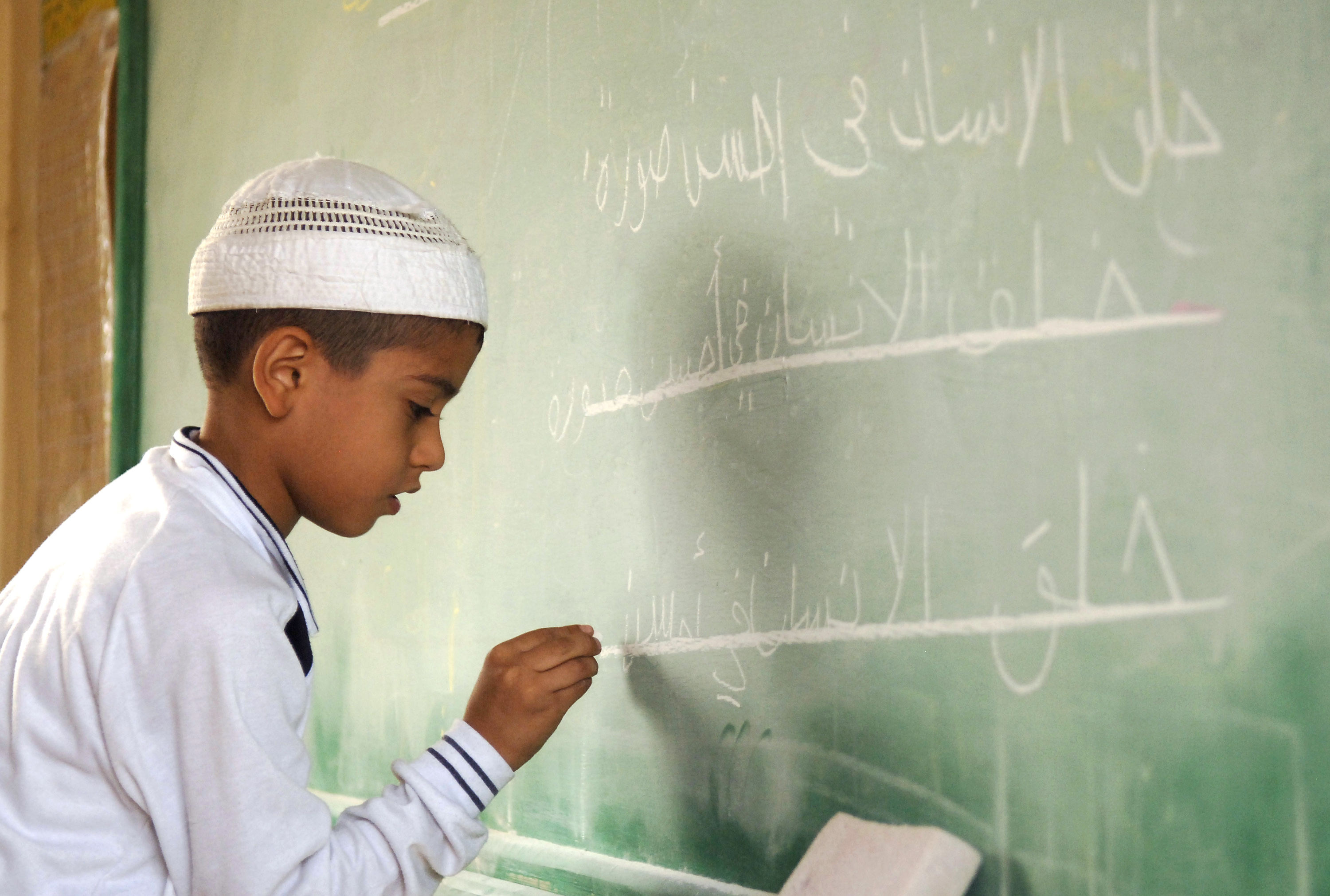
伊拉克學童在黑板上寫字

現代學校系統中的講學通常由教師進行。在大學中，一個教室中通常可容納數十名不等的學生，而教師則站在講台上以口述方式教授知識，必要時會在黑板寫下筆記。有些教師會在上課前將自己授課的講稿提供給學生，完整度從簡單的摘要到近似論文發表不一而定。
這樣的教學方法又可稱為講述教學法。即透過教師的講述，傳遞教材內容的方法。其它的教學方法還有討論教學法、啟發式教學法、練習教學法、發表教學法、協同教學法、個案教學法與精熟教學法等。在這之中，講述教學法是教育史上最早出現的教學方法。無論是中國古代的國子監、書院，還是中世紀歐洲的大學課堂皆可見其蹤影。
在應用面上，講述教學可因教師的言語表達而分為四類：告知、說服、激勵與娛樂性的講述。每一種講述各有其講述重點，應用的方式也略有不同。

### 告知性講述
告知性的講述目的在於幫助學生理解某一領域的知識。透過教師講解、闡述與指導，使學生能掌握相關的概念、原理或公式。例如英文教師講解英語的主謂賓結構、化學教師講解氧的製備方法、地理教師講解聖嬰現象的生成原因等都可視為是告知性的講述。如果再依知識的不同，告知性講述還可分為事實性知識的講述與程序性知識的講述。兩者的差異在於前者著重事實面的講解，後者則講述程序上的知識。
以事實性知識的講述來說，這種講述著重於事實性的知識，其又可因其複雜性做劃分。例如像數學教師解釋數學符號的意義，或歷史教師解釋冷戰的時間範圍等，因為這種告知只涉及事實上的提及，所以屬於較為簡單的事實性知識。而如果是涉及事實以外的背景、原理等知識，則屬於較複雜的事實性知識，例如歷史教師講解安史之亂的時空背景，或地理教師說明全球暖化對世界的影響等。這種知識除了涉及概念間的連結，也涉及邏輯推理的運作，因此培養學生擁有主動思考與運用知識的能力，是教師在講述事實性知識時的要務之一。
教師為了幫助學生記憶這些事實性知識，通常會採用明確的言詞，與使用圖像、多媒體、圖表、諧音或相關軼聞等常見教材。教材的布局、組合對事實性知識的講述有重要的影響。好的教材可以幫助學生記憶，壞的教材卻可能使學生產生混亂。
而程序性知識指的是順序性的說明，通常還會配合實習課程幫助教學，例如音樂教師指導樂曲的吹奏方法，或烹飪教師指導菜餚的製作等，都屬於程序性知識的範疇。

### 說服性講述

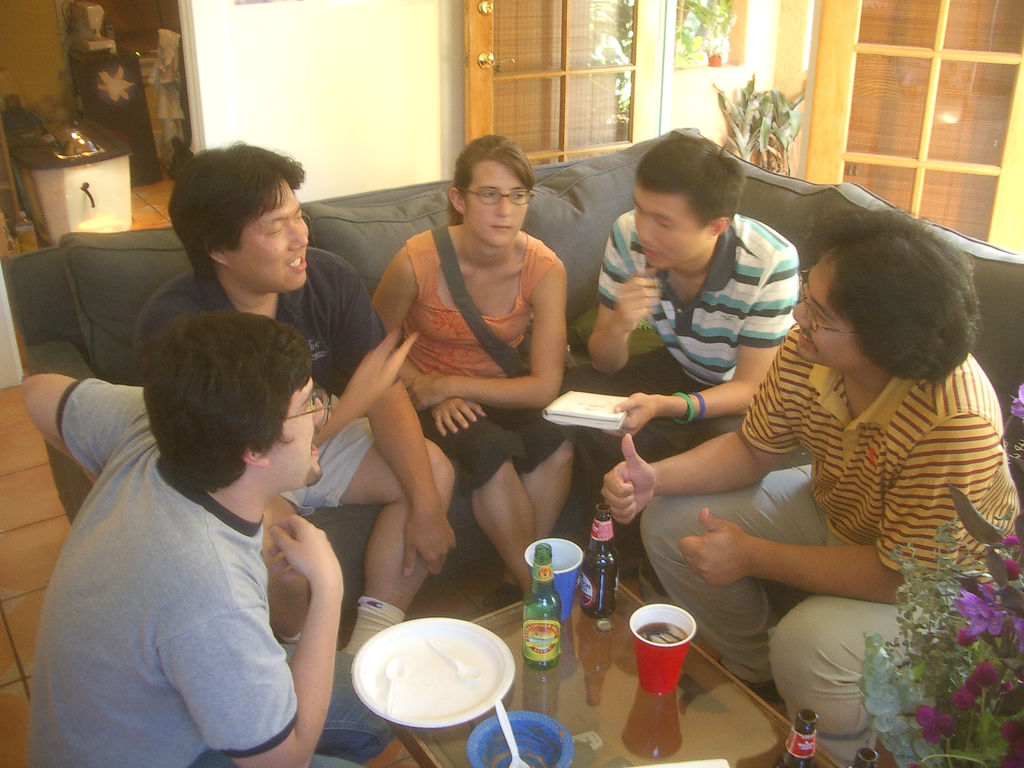
心理諮商是說服性講述的一種應用，而除了諮商師的輔導外，將有相同境遇的患者分組，彼此交換心路歷程或經驗，有助於患者對諮商師所欲傳遞的概念產生認同。

說服性的講述目的在透過教師對教材的強調性講解，說服學生接受某一概念或原理。舉例來說，輔導教師在對學生的輔導中，說服學生了解什麼是樂觀的態度，並促使後者將知識付諸實行，就是一種說服性的講述。與告知性講述類似的是，說服性講述也需搭配教材教學，但告知性講述使用教材的目的是幫助學生釐清思緒，而說服性講述的教材旨在強化學生對教師觀點的認同，進而將其實踐。
在應用面上，說服性講述著重於實例的列舉，親身經歷的概念尤為重要，因為親身經歷的分享能使對方產生共鳴，有了共鳴，就是雙方互信的開始。此外教師也應顧及立論的明確性與可比較性。例如心理治療中，諮商師對患者的諮商就是一種說服性講述，而為了說服患者走出心理上的陰霾，諮商師會使用正面、負面與對比三種手法，使患者受到激勵與啟發，進而對諮商師提出的觀念產生共鳴。共鳴是說服性講述的最大目標，因為有了共鳴，學生或患者就會對教師或諮商師提出的觀念產生認同與感動，進而付諸實行。
在教學上需使用說服性講述的教師，其培育會比告知性講述來得困難。因為說服性講述並不單只是教材的傳遞，還必須使學生產生感動與共鳴，光是在準備教材上就遠比告知性講述來得困難許多。因此需使用說服性講述的教師在教材的選用上需有一定的經驗累積，尤其是在面對可能產生衝突的個案時，教材若是選用不當，就可能造成不可挽回的後果。

### 激勵性講述
激勵性講述如同字面，是一種以激勵學生為目的的講述方式。這種講述以一般生活行為的指導為主，例如教師對課業較落後的學生予以指導或勉勵，就是屬於一種激勵性的講述。

### 娛樂性講述
娛樂性的講述通常作為前三種講述的輔助，例如教師為了改變課堂的氣氛，用較詼諧的口吻，帶起學生對課堂的專注力。使教室氣氛保持活潑是有必要的，因為成人的專注力一般只有1小時，青少年更只有20－30分鐘。若教師沒有應用到此種講述方式，極可能使課堂變得沉悶與乏味，教學的成效也會大打折扣。

## 延伸阅读
[在维基数据编辑]
 《欽定古今圖書集成·理學彙編·學行典·講學部》，出自陈梦雷《古今圖書集成》